# Caumont (Gironda)
Caumont è un comune francese di 161 abitanti situato nel dipartimento della Gironda nella regione della Nuova Aquitania.

## Società

### Evoluzione demografica
Abitanti censiti